# Promptuarii Iconum Insigniorum
Promptuarii Iconum Insigniorum a Seculo Hominium – opublikowany w 1553 w Lyonie przez Guillaume’a Rouilé (ok. 1518–1589) zbiór krótkich biografii postaci historycznych i legendarnych wraz z imaginacyjnymi portretami w kształcie monet.
W albumie przedstawionych jest wielu przedstawicieli średniowiecza, a także postacie biblijne i związane z historią żydowską, takie jak: królowie Izraela i Judy, patriarchowie semiccy (od Sema do Teracha), prorocy, sędziowie Hasmoneusze, dynastia Heroda. Nie brakuje również postaci antycznych, jak bohaterowie mitologii, władcy starożytnej Grecji, królowie i republikanie rzymscy.
Przykładowe wizerunki:

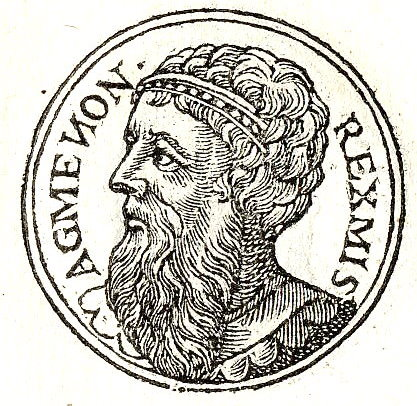
Agamemnon
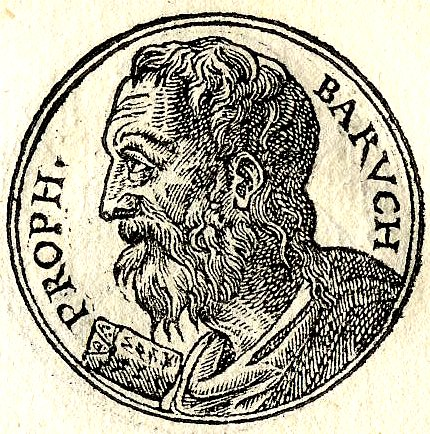
Baruch
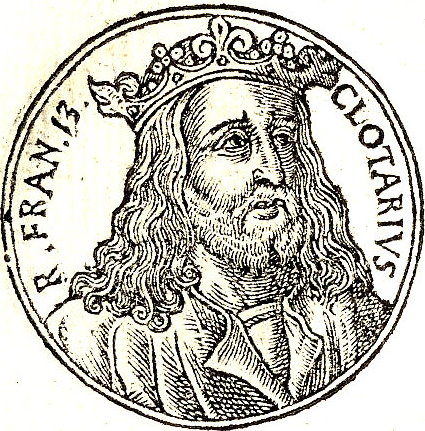
Chlotar III
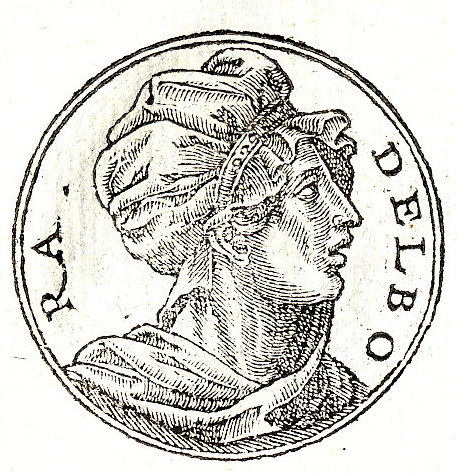
Debora
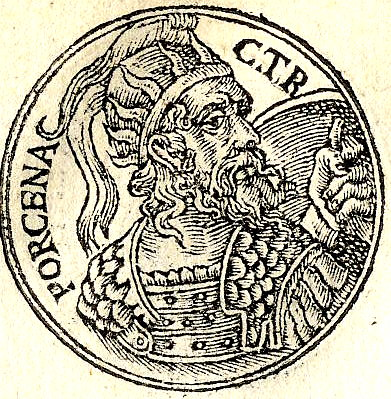
Lars Porsenna
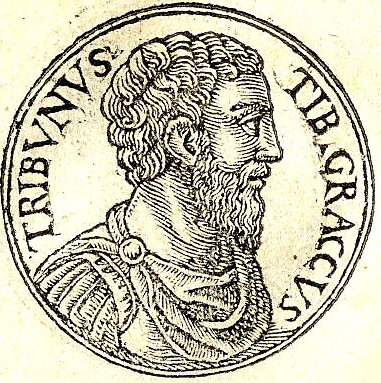
Tyberiusz Grakchus